# Tanaka Mitsuo
Mitsuo Tanaka (sinh ngày 12 tháng 6 năm 1981) là một cầu thủ bóng đá người Nhật Bản.

## Sự nghiệp câu lạc bộ
Mitsuo Tanaka đã từng chơi cho Omiya Ardija.